# Reciprok (együttes)
A Reciprok nevű francia hiphopcsapat 1995-ben alakult Montfermeilben, Seine-Saint-Denis-ben. A csapatot Kayse és Sanders alapította, majd 1998-ban, 3 évvel később felbomlott. 2001-ben Kayse kiadta szólóalbumát Against The Wind címmel.

## Biográfia
Kayse eredetileg Clichy-sous-Bois-ból származik, míg zenésztársa Sanders Livry-Gargan-ból, Seine-Saint-Denis megyéből való. Mindketten kongói-olasz származásúak.
A csapat nagy sikert aratott Franciaországban, Balance Toi című slágerükkel, majd a Tchi Tcha című dallal is, és az ezt követő Il Y A Des Jours Comme Ca... című 1996-ban megjelent albumukkal, majd a csapat 1998-ban a sikerek ellenére felbomlott, és Kayse szólókarrierbe kezdett.

## Diszkográfia

### Kislemezek
| Év   | Dal                  | Slágerlistás helyezés | Slágerlistás helyezés | Album                        |
| Év   | Dal                  | FRA Single T100       | BE Ultratop 100       | Album                        |
| ---- | -------------------- | --------------------- | --------------------- | ---------------------------- |
| 1995 | "Balance Toi"        | 6                     | 12                    | Il Y A Des Jours Comme Ca... |
| 1996 | "Libres Comme L’air" | 36                    | -                     | Il Y A Des Jours Comme Ca... |
| 1996 | "Tchi Tcha"          | 26                    | -                     | Il Y A Des Jours Comme Ca... |

### Album
| Év   | Album                         | Slágerlistás helyezés | Slágerlistás helyezés |
| Év   | Album                         | FRA Album T100        | BE Ultratop 100       |
| ---- | ----------------------------- | --------------------- | --------------------- |
| 1996 | "Il Y A Des Jours Comme Ca... | 42                    | -                     |